# 1984年サラエボオリンピックの西ドイツ選手団
1984年サラエボオリンピックの西ドイツ選手団（1984ねんサラエボオリンピックのにしドイツせんしゅだん）は、1984年2月8日から2月19日までユーゴスラビア（現・ボスニア・ヘルツェゴビナ）のサラエボで開催された1984年サラエボオリンピックの西ドイツ選手団、およびその競技結果。

## 概要
今大会では金メダル2個、銀メダル1個、銅メダル1個の計4個のメダルを獲得した。
バイアスロン男子20kmでは、ペーター・アンゲラーがオリンピックのバイアスロン競技でドイツ勢として初めてとなる金メダルを獲得した。

## メダル
| メダル | 選手名                                                                                | 競技         | 種目               |
| ------ | ------------------------------------------------------------------------------------- | ------------ | ------------------ |
| 金     | ペーター・アンゲラー                                                                  | バイアスロン | 男子20km           |
| 金     | ハンス・シュタンガシンガー フランツ・ベンバハー                                       | リュージュ   | 男子2人乗り        |
| 銀     | ペーター・アンゲラー                                                                  | バイアスロン | 男子10kmスプリント |
| 銅     | エルンスト・ライター ヴァルター・ピヒラー ペーター・アンゲラー フリッツ・フィッシャー | バイアスロン | 男子4×7.5kmリレー  |